# Corrado Bonfantini
Corrado Bonfantini (Novara, 22 febbraio 1909 – Imperia, 9 agosto 1989) è stato un politico e partigiano italiano.

## Biografia
Nato a Novara, il 22 febbraio del 1909, da famiglia di antica tradizione socialista (suo padre Giuseppe Bonfantini è stato sindaco di Novara prima dell'avvento del fascismo e suo fratello era lo scrittore Mario Bonfantini), aderisce fin da giovanissimo (nel 1924) al Partito Socialista Unitario, in seguito a delle minacce di alcuni fascisti nei confronti di suo padre. Successivamente al suo scioglimento entra a far parte, nel 1925, del Partito Socialista dei Lavoratori Italiani; esattamente un anno dopo, a causa dello scioglimento del PSLI, forma il "Gruppo dei Rossi Liberi". Esso puntava alla creazione di un legame tra socialisti e comunisti.
Nel 1928 viene incolpato, assieme ad altri antifascisti, di aver causato lo scoppio di una bomba presso la fiera di Milano; dopodiché viene arrestato e incarcerato per diciotto mesi. Scarcerato nel 1929, inizia a distaccarsi dal Pcd'I (Partito Comunista d'Italia).
Il 10 gennaio 1943 fonda, insieme a Lelio Basso, Domenico Viotto e altri collaboratori, il Movimento di Unità Proletaria (MUP). Pochi giorni dopo viene arrestato per attività antifascista, deferito al Tribunale speciale e condannato al carcere e al confino. Uscito di prigione, pur restando sotto sorveglianza, organizza gruppi di socialisti in diverse regioni italiane.
Corrado è il primo a cogliere l'importanza delle formazioni "Matteotti", di cui diventa poi responsabile. Rimasto ferito e catturato durante una rivolta socialista a Torino, riesce a salvarsi scappando dall'ospedale in cui era tenuto. Nell'aprile del 1944 pubblica l'opuscolo "Il Partito Socialista di Unità Proletaria ai lavoratori e ai giovani d'Italia" (Psiup), che tratta temi politici e storici.
Partecipa alla resistenza come comandante delle Brigate Matteotti a Milano. In tale veste, nei primi mesi del 1945, è protagonista di un controverso tentativo di mediazione con alcuni emissari della RSI (tra i quali l'ex socialista Carlo Silvestri), finalizzato ad un passaggio di poteri incruento, nel Nord Italia, tra il fascismo repubblicano e le formazioni socialiste. La discussa operazione si svolge al di fuori di ogni copertura da parte del CLNAI. Il 26 aprile 1945 annuncia dalla stazione radio di Milano, "Radio Milano Libera", che la città sta per passare nelle mani dei partigiani.
Dopo la fine della guerra diventa segretario regionale del Partito Socialista Italiano di Unità Proletaria (PSIUP) e nel 1946 è eletto all'Assemblea Costituente nelle file del PSIUP (poi Partito Socialista Italiano). Tra il 1947 e il 1959 milita nel PSDI e viene eletto al Parlamento nel 1948. È poi di nuovo Deputato nelle prime tre legislature, dal 1952 come esponente del PSDI, al quale aveva nel frattempo aderito. Nel 1959 esce dal PSDI ed entra a far parte prima del gruppo parlamentare, poi del Partito Socialista Italiano (PSI).
Muore il 9 agosto 1989 a Oneglia. Ha lasciato alcuni scritti sul socialismo gradualista e sulla figura di Filippo Turati.